# Basananthe kundelunguensis
Basananthe kundelunguensis är en passionsblomsväxtart som beskrevs av André Georges Marie Walter Albert Robyns. Basananthe kundelunguensis ingår i släktet Basananthe och familjen passionsblomsväxter. Inga underarter finns listade i Catalogue of Life.